# Dřevěná zvonice (Lazisko)
Dřevěná zvonice se nachází v obci Lazisko v okrese Liptovský Mikuláš v Žilinském kraji v Liptovské kotlině na Slovensku. Zvonice byla postavena v roce 1930 na zděné základové zídce čtvercového půdorysu. Zúžené patro věže je zakončené jehlanovou střechou a na špici střechy je umístěný dvojramenný kříž. Zvon odlil Alois Kurdel z Trnavy. Vstup je možný po dohodě.

## Galerie

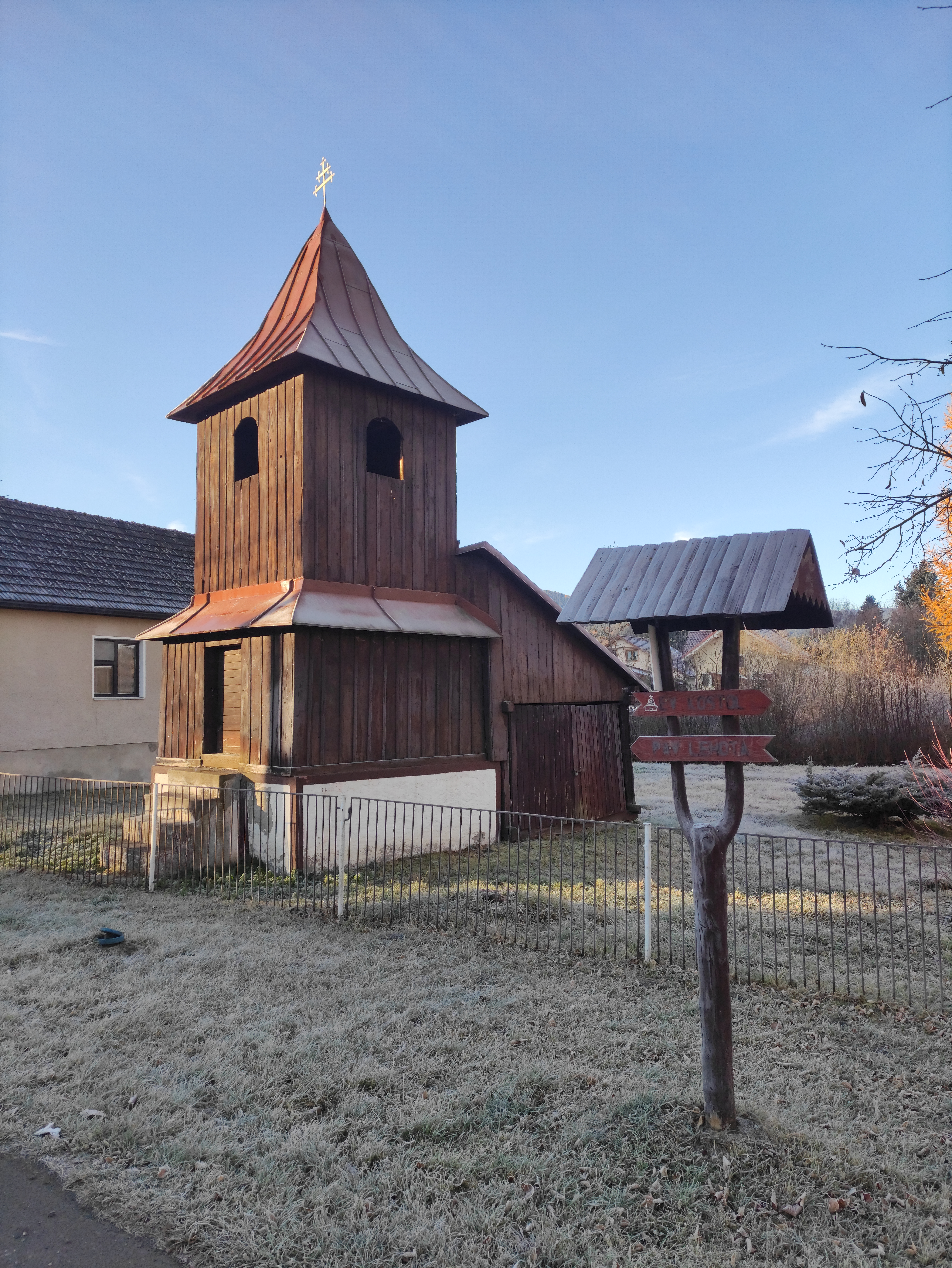